# 北京北西環状線
北京北西環状線（ペキンほくせいかんじょうせん）は北京市門頭溝区の三家店駅と同昌平区の沙河駅を結ぶ中国国鉄の鉄道路線である。

## 概要

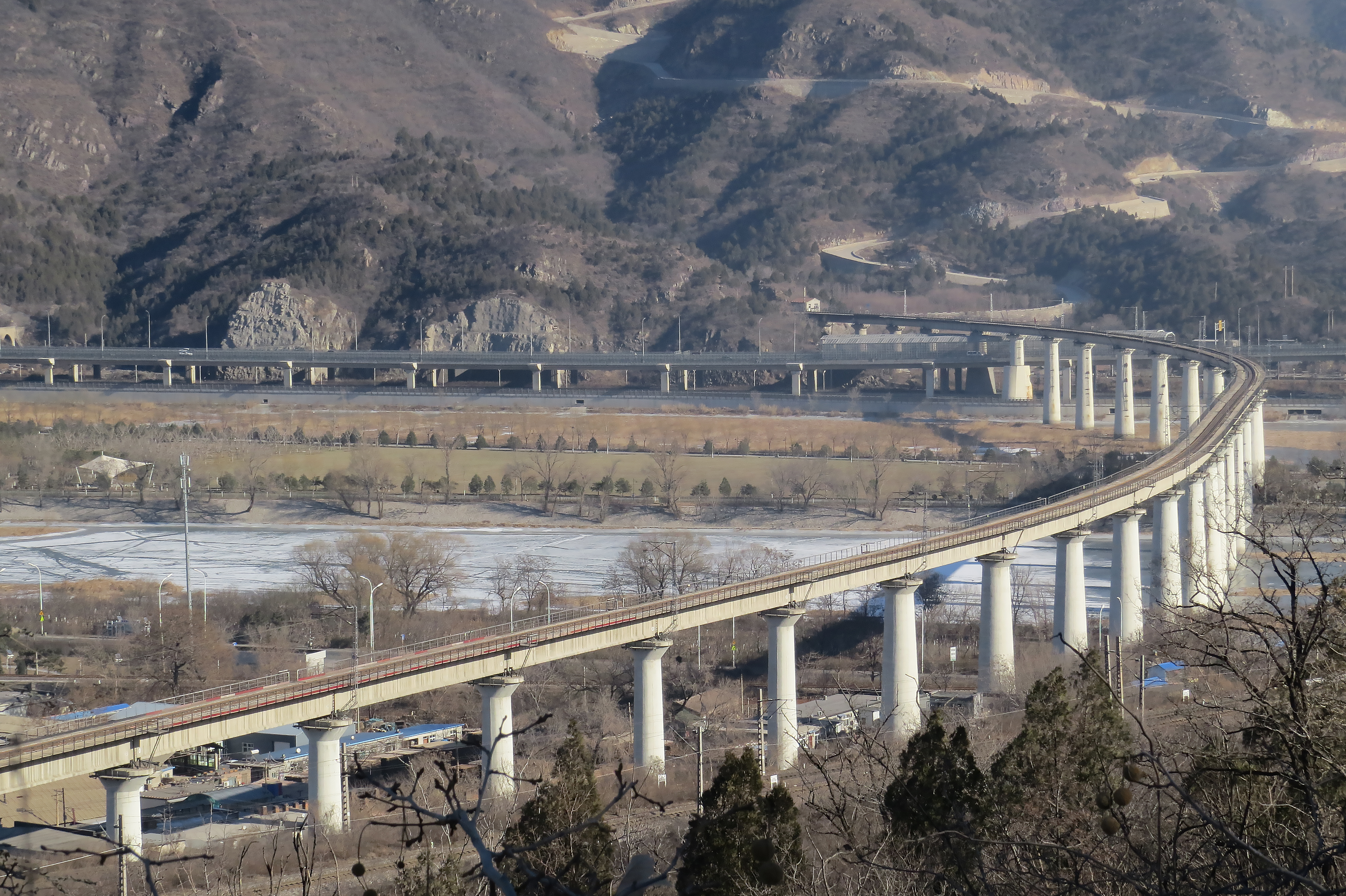
北西環状線軍荘駅と豊沙線斜河澗駅を結ぶ斜軍連絡線

1971年7月に建設開始、1979年12月に開業した。全長は33.3kmであり、豊沙線の三家店駅から北に向かい、京包線の沙河駅に至る。京包線、京通線、豊沙線、京門線と接続する。
1999年6月25日に北京鉄路局北京北駅から京包線と北西環状線を経由して三家店駅および西黄村駅に至る観光列車の運行を開始した。京包線と北西環状線を経由する。同時に京承線と京通線にも観光列車の運行を開始した。2006年5月10日に北京南駅の営業が停止されてからは北京南発張家口行の7115/7116次列車は北京北駅発、京包線・北西環状線・豊沙線経由に変更された。
2014年には北西環状線経由で京津冀貨物快運列車（北行X491次、南行X482次）の運行が開始された。

## 駅一覧
- 三家店駅 - 軍荘駅 - 寨口駅 - （大覚寺無人駅） - （鷲峰陽台山無人駅） - 聶各荘駅 - （鳳凰嶺無人駅） - 後章村駅 - 沙河駅

## 接続路線
- 三家店駅：豊沙線
- 沙河駅：京張都市間鉄道（建設中）、京包線（休止中）、双沙線